# Dactylorhiza aristata
Dactylorhiza aristata är en orkidéart som först beskrevs av Fisch. och John Lindley, och fick sitt nu gällande namn av Károly Rezsö Soó von Bere. Dactylorhiza aristata ingår i Handnyckelsläktet som ingår i familjen orkidéer. Inga underarter finns listade i Catalogue of Life.

## Bildgalleri

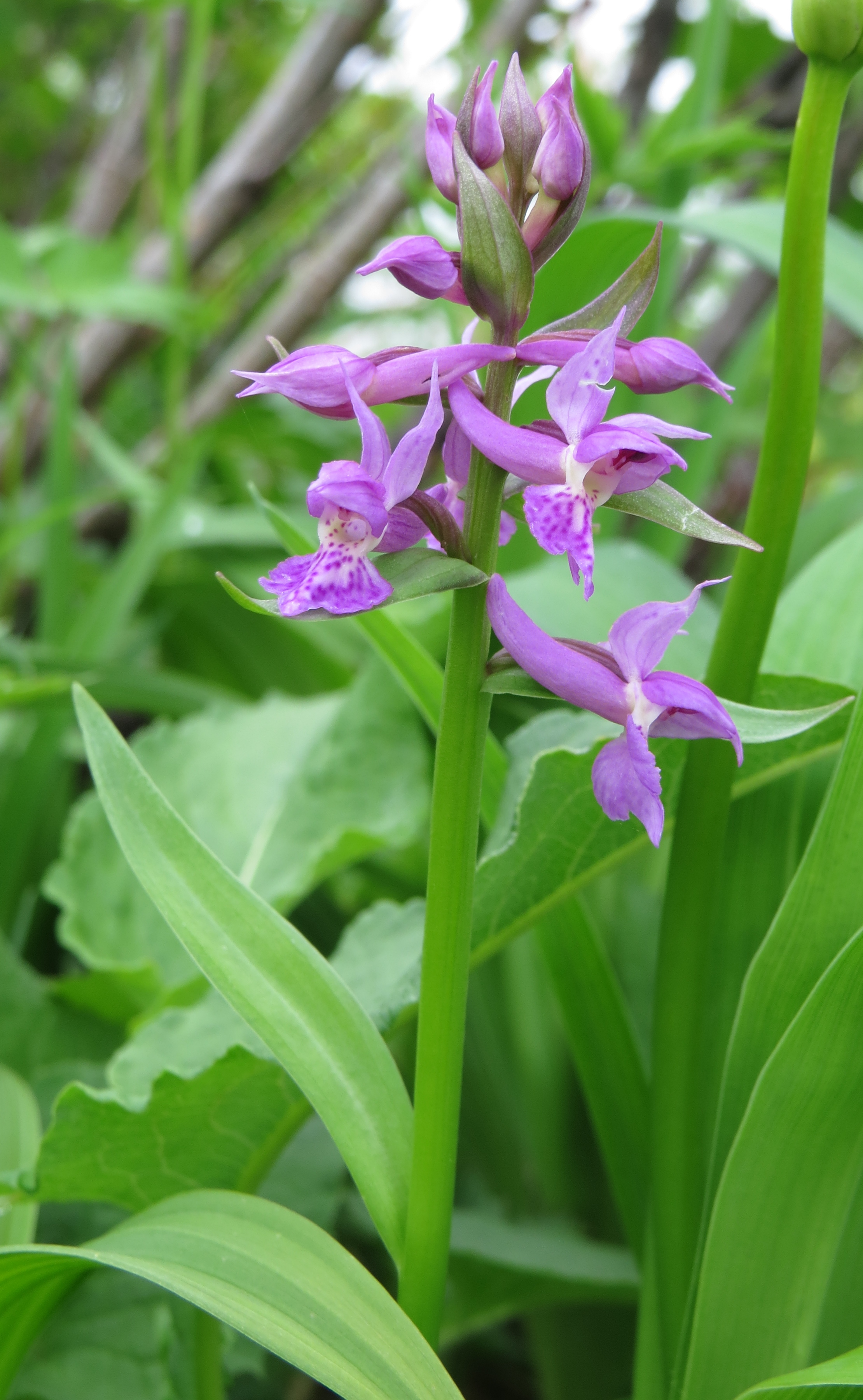
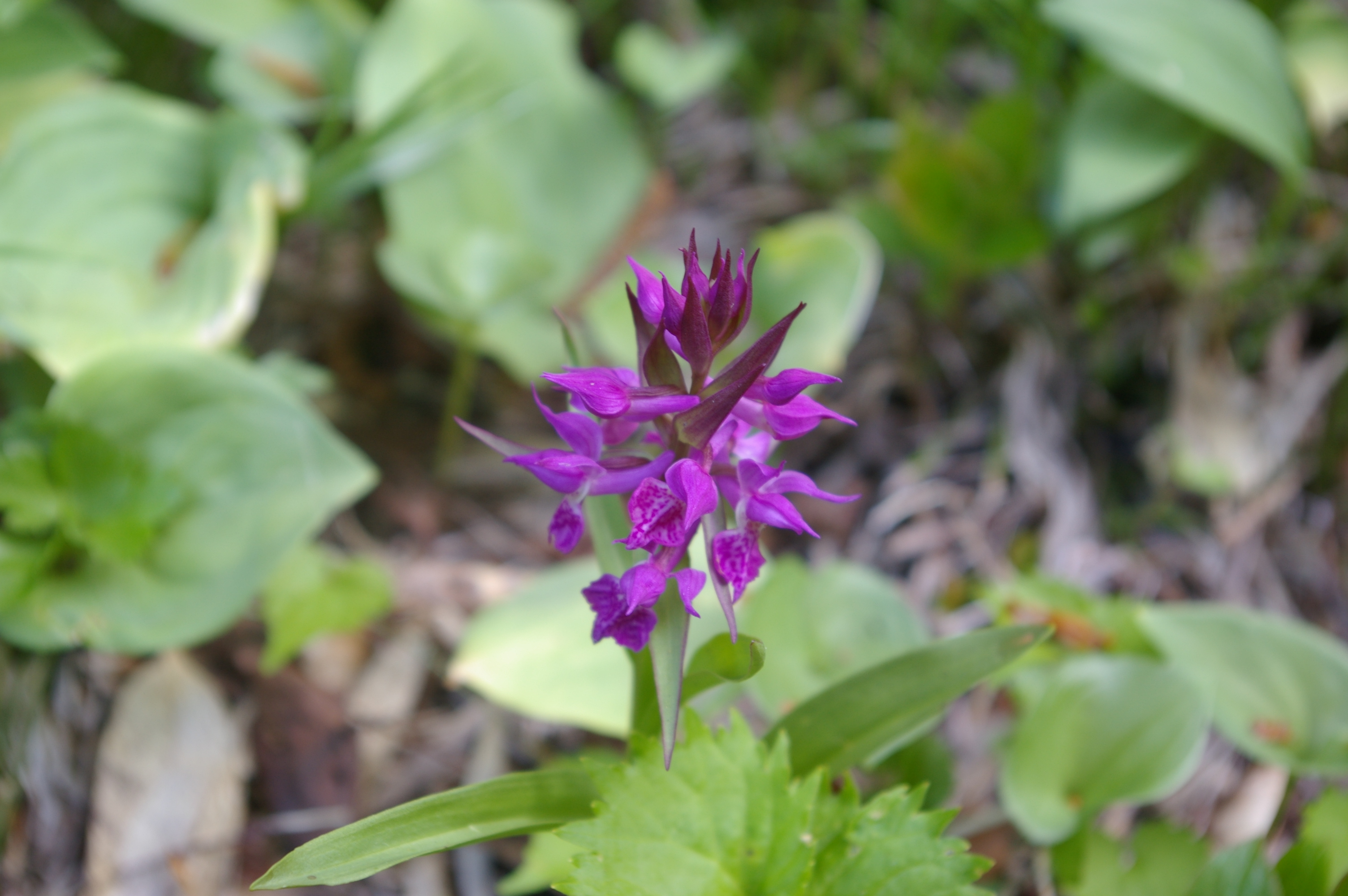
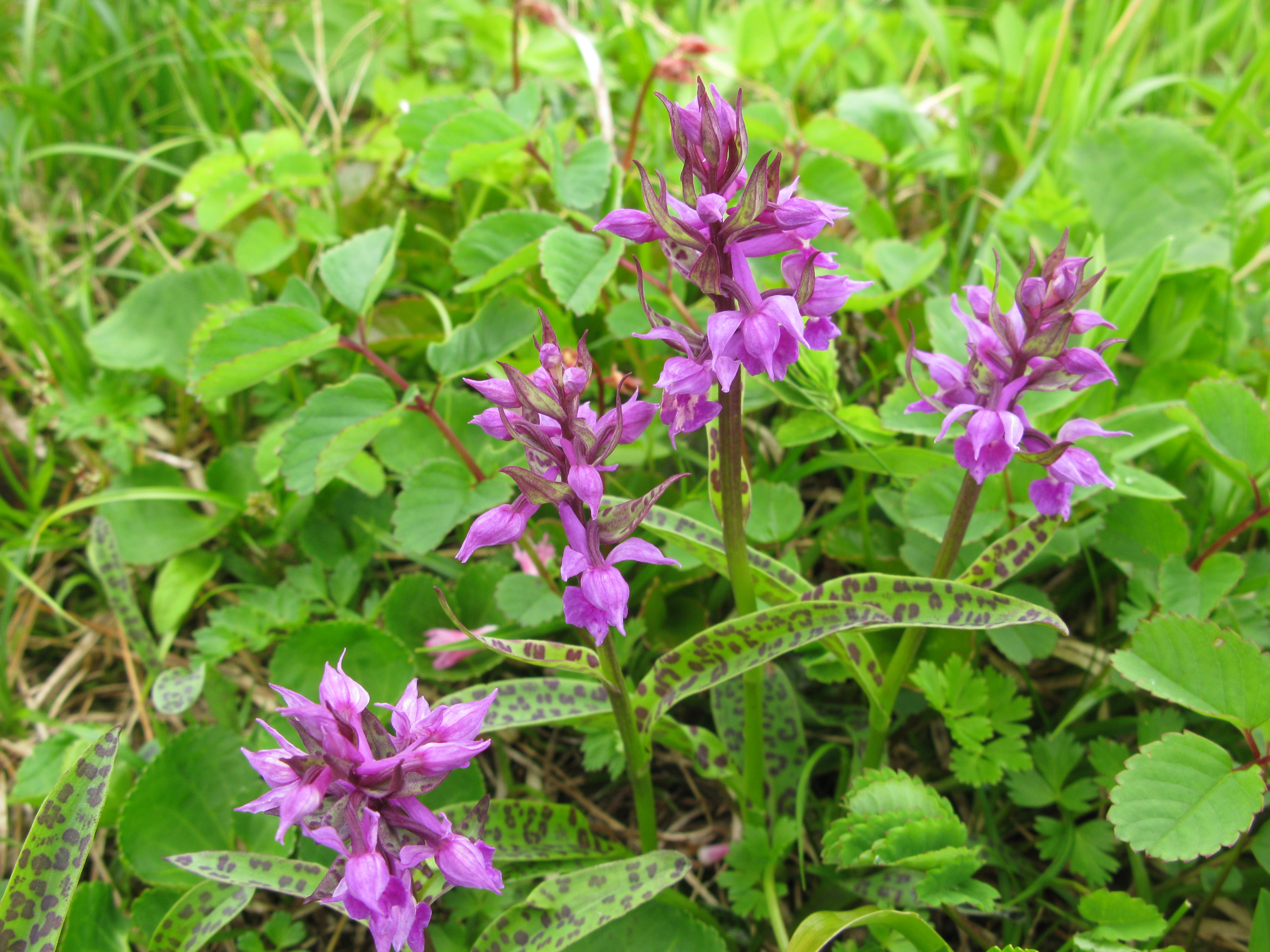
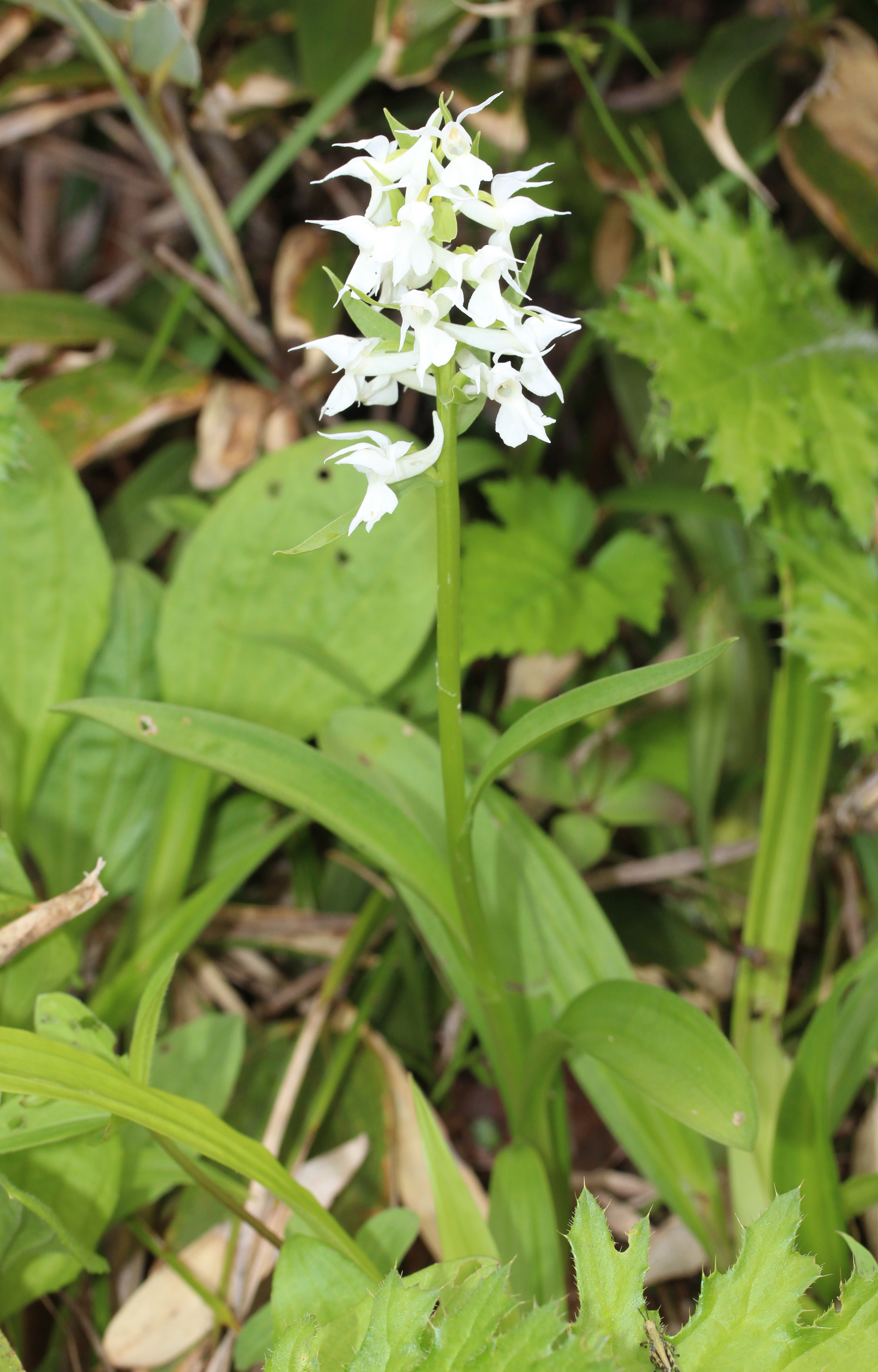
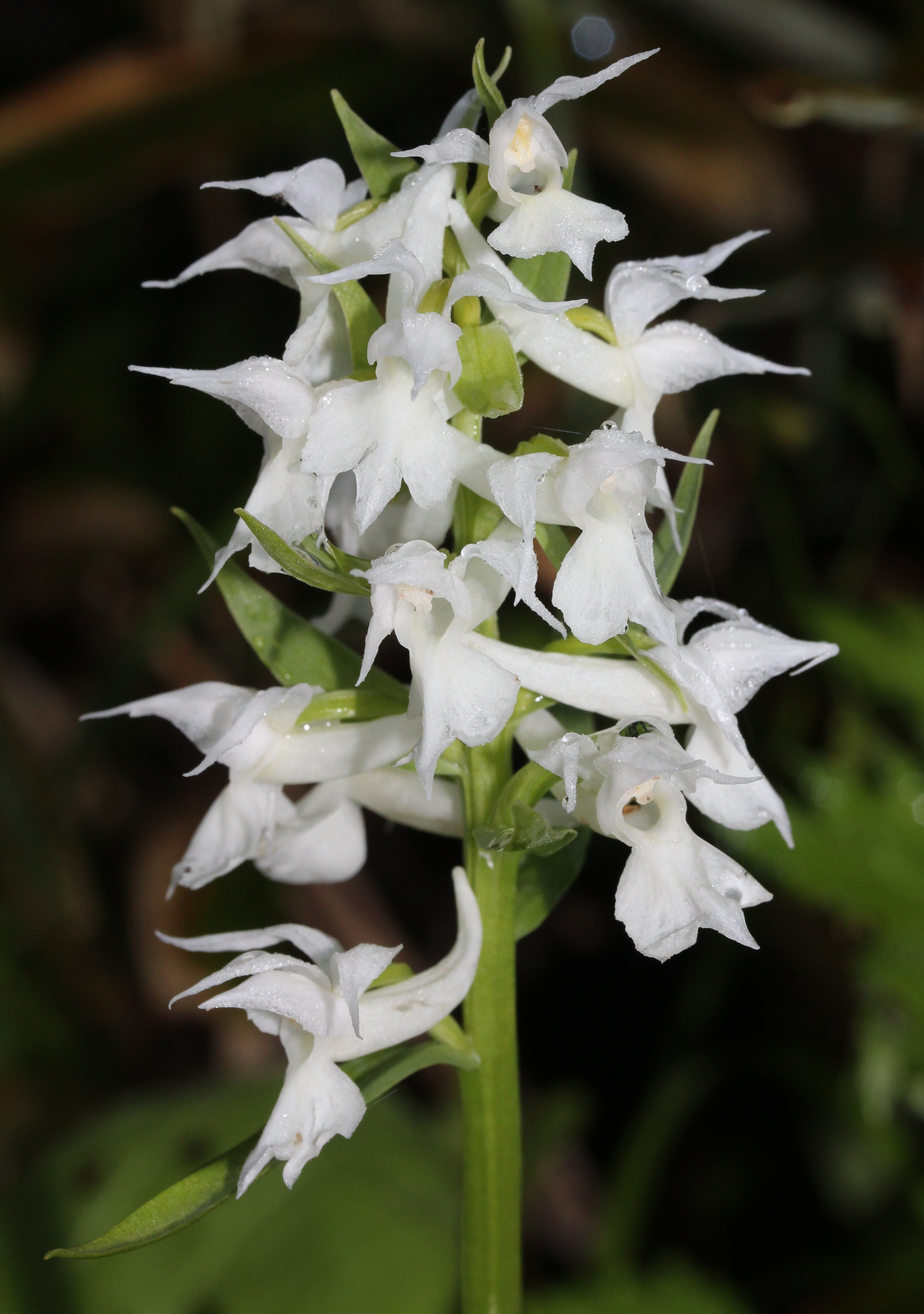
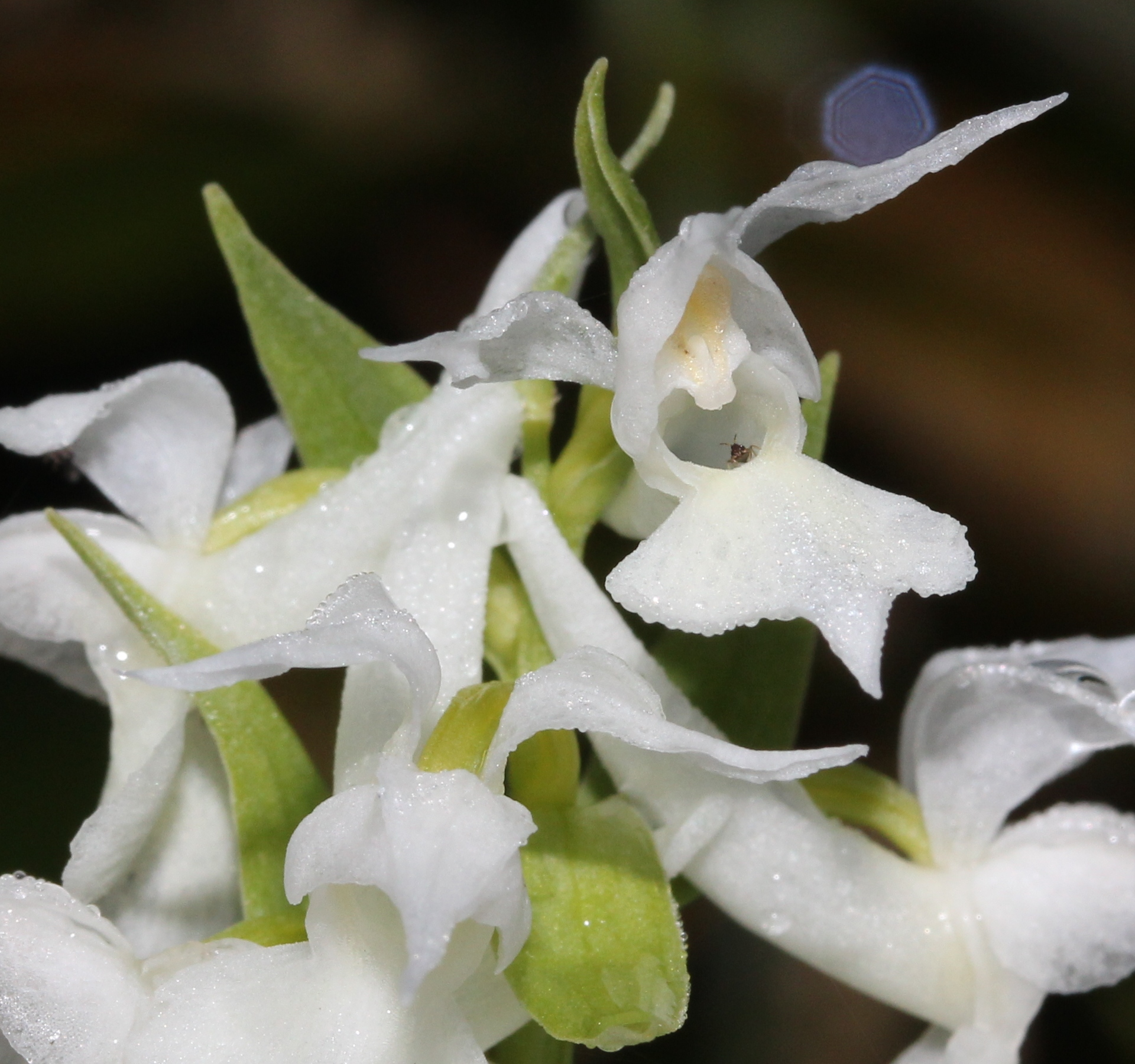